# James Hannington

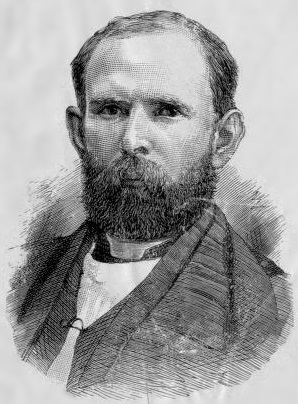
James Hannington – britischer Missionar und Bischof

James Hannington (* 3. September 1847 in Hurstpierpoint, Sussex, England; † 29. Oktober 1885 in Kawirondo, Uganda) war ein anglikanischer Bischof und Missionar.
Nachdem Hannington die Schule mit 15 Jahren abgebrochen und im väterlichen Betrieb gearbeitet hatte, entschied er sich mit 21 Jahren, eine theologische Ausbildung an der St. Mary’s Hall in Oxford zu beginnen. Er beendete sein Studium 1872 mit einem Bachelor-Abschluss und wurde 1873 Diakon in Trentishoe in Devon.
1882 entschied er sich, sich zur Mission in Afrika zu melden. Er schiffte am 17. Mai nach Sansibar ein, musste aber bald nach England zurückkehren, da ihm Fieber und Dysenterie zu schaffen machten. Nachdem er sich erholt hatte, wurde er im Juni 1884 als Bischof von Ostäquatorialafrika eingesetzt und kam im Januar 1885 wieder nach Afrika, wo er in Freretown nahe Mombasa in Kenia an Land ging. Er plante ins heutige Uganda an den Viktoriasee zu reisen, doch an der Grenze wurde er vom König Mwanga II. von Buganda, dem damals mächtigsten Reich auf dem Gebiet Ugandas, aufgehalten, inhaftiert und gefoltert. Nach einer Woche wurden er und seine Begleiter von Soldaten Bugandas ermordet. Als seine letzten Worte an seine Peiniger sind überliefert: „Sagt eurem König, dass ich den Weg nach Uganda durch mein Blut freigemacht habe.“ Hanningtons Ermordung war der Auftakt einer Welle von Verfolgungen von Missionaren, die von den einheimischen Herrschern angetrieben wurden, deren Einfluss im eigenen Land rapide abnahm auf Grund der zunehmenden Einflussnahme europäischer Kräfte.
Die Kirche von England hat den 29. Oktober als Feiertag im Gedenken an Hannington und verehrt ihn als Märtyrer.